# Achille Bonito Oliva
Pour les articles homonymes, voir Oliva.
Achille Bonito Oliva (né en 1939 à Caggiano) est un critique d'art italien.

## Commissaire d'exposition
- Photoartistes d'Italie 1967-2007, Photology en Paris, 2007.